# Bolton River (vattendrag i Kanada, Manitoba)
Bolton River är ett vattendrag i Kanada.   Det ligger i provinsen Manitoba, i den sydöstra delen av landet, 1 700 km nordväst om huvudstaden Ottawa. Bolton River ligger vid sjön Aswapiswanan Lake.
I omgivningarna runt Bolton River växer i huvudsak blandskog. Trakten runt Bolton River är nära nog obefolkad, med mindre än två invånare per kvadratkilometer.